# Dukla (Polen)
Dukla ist eine Kleinstadt im Powiat Krośnieński in der Woiwodschaft Karpatenvorland in Polen. Sie ist Sitz der gleichnamigen Stadt-und-Land-Gemeinde mit etwa 14.700 Einwohnern.

## Lage
Die Stadt liegt an der Jasiołka, einem Nebenfluss der Wisłok, 17 km südlich von Krosno. Wiederum 17 Kilometer südlich von Dukla führt der Duklapass über die Karpaten. Durch Dukla verläuft die DK9, die hier Teil der Europastraße 371 ist.

## Geschichte

### Bis 1939

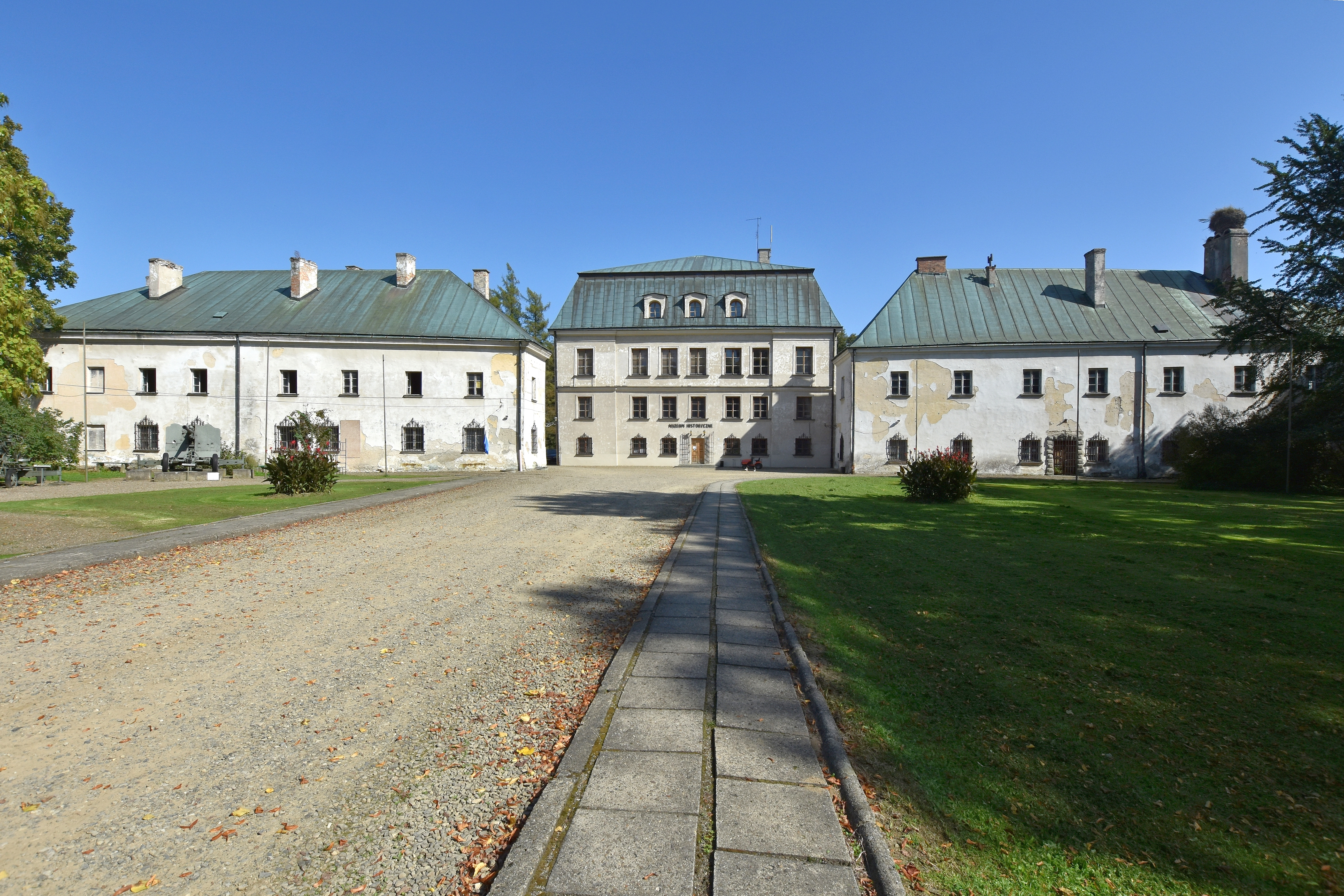
Schloss von Dukla

Dukla ist als Dorf erstmals im Jahr 1355 belegt. Das Gründungsprivileg einer Stadt nach Magdeburger Recht im Dorf Dukla wurde im Jahr 1380 ausgestellt. 1474 wurde Dukla von den Ungarn eingenommen, geplündert und niedergebrannt. Die Stadt erholte sich von dieser Zerstörung erst im 16. Jahrhundert durch das Aufblühen des ungarisch-polnischen Handels. 1540 wurde Dukla mit einem wöchentlichen Markt und einer halbjährlich stattfindenden Messe privilegiert.
Bereits im 16. Jahrhundert ist eine jüdische Gemeinde in Dukla belegt. Der Aufschwung des Handels im 19. Jahrhundert ließ die jüdische Gemeinde wachsen und gedeihen, so dass im Jahr 1900 von 3213 Einwohnern Duklas 2539 Juden waren, Dukla zu jener Zeit eine jüdisch geprägte Stadt (Schtetl) war.
Siehe auch: Synagoge (Dukla)
Im 19. Jahrhundert leitete der Bau einer Eisenbahnlinie über die Karpaten den Niedergang des Handels in Dukla ein. Weiterhin brachte der Erste Weltkrieg große Zerstörungen. Schließlich wurde 1918 durch die Unabhängigkeit Polens der Handel zwischen Galizien und dem restlichen Polen weiter reduziert. Die Zerstörungen des Ersten Weltkriegs und ein Pogrom im Jahr 1918 ließen den Wohlstand verschwinden und trieben viele Juden Duklas in die Emigration.

### Zweiter Weltkrieg
Während des deutschen Überfall auf Polen wurde Dukla am 8. September 1939 Dukla von der Wehrmacht besetzt. Es folgten die üblichen Diebstähle, Repressalien, Misshandlungen und Ermordungen. Dem Versuch, die nicht arbeitsfähigen Juden dazu zu zwingen, sich über die Grenze auf dem San in das sowjetisch besetzte Gebiet zu begeben, konnten sich die meisten Betroffenen entziehen. Diejenigen, die dem Befehl Folge leisteten, wurden später von den Russen deportiert, überlebten jedoch im Gegensatz zu jenen, die sich versteckt hatten und schließlich nach Dukla zurückgekehrt waren.
Am 10. August 1942 wurden die jüdischen Einwohner auf dem Marktplatz zusammengetrieben. Einige wurde sofort erschossen, andere in das Vernichtungslager Belzec deportiert und einige arbeitsfähige Männer in einem Arbeitslager in der Stadt interniert. Dort mussten sie in Steinbrüchen und beim Straßenbau Schwerstarbeit leisten. Die Überlebenden wurden nach Auflösung des Arbeitslagers im Dezember 1942 in die Lager Rzeszów und Wola Duhacka überführt.
Von der jüdischen Bevölkerung überlebten ca. 150 den Holocaust, davon 100 in der Sowjetunion.

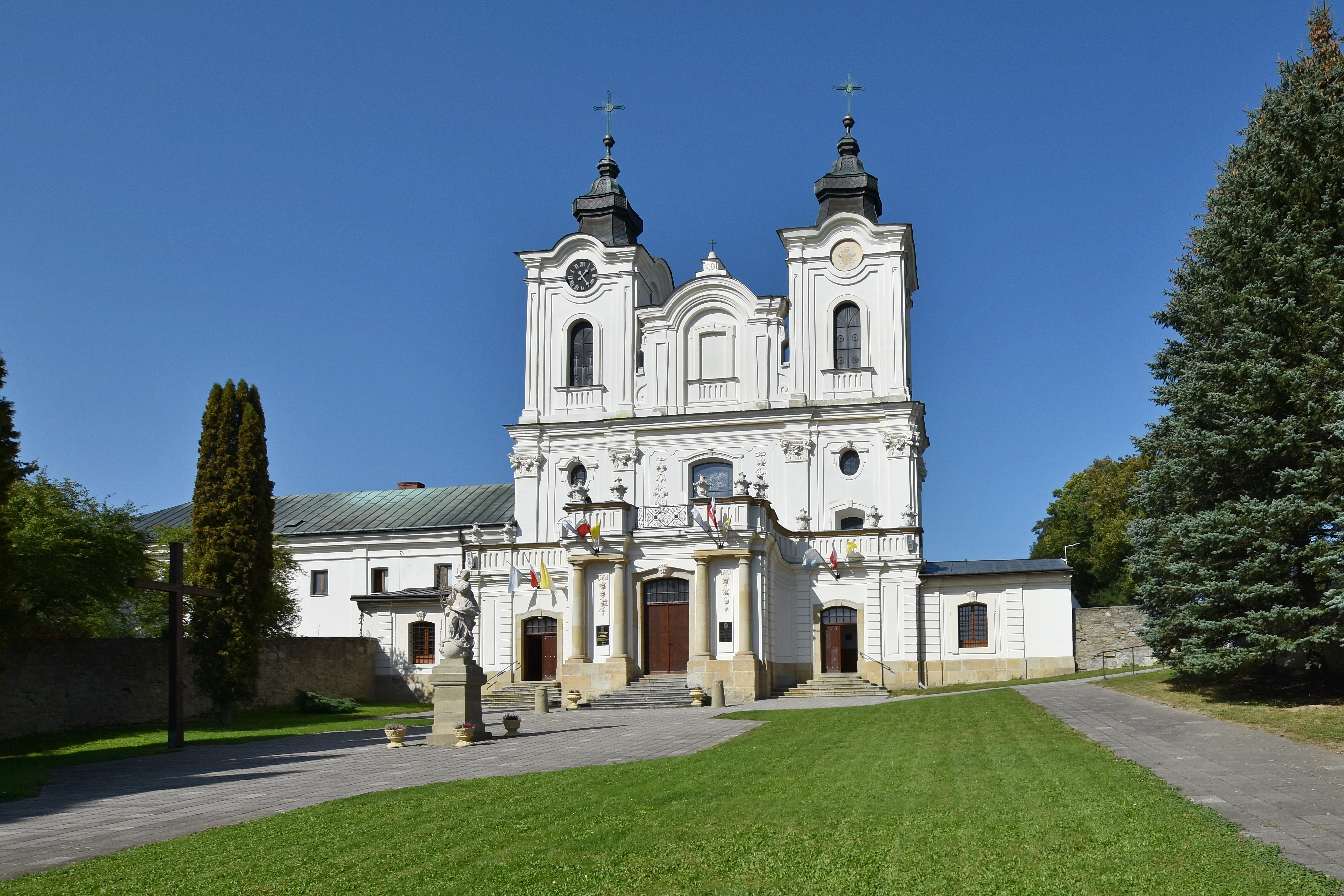
Von Leonard Andrys erbaute Kirche von Dukla

### 1945 bis heute
Von 1975 bis 1998 gehörte Dukla zur Woiwodschaft Krosno.
Dukla gehört zur Diözese Krakau. Am 9. Juni 1997 besuchte Papst Johannes Paul II. Dukla. Tags darauf sprach er den 1414 geborenen Franziskanerminorit Johannes von Dukla in Krosno heilig.

## Gemeinde
Die Stadt-und-Land-Gemeinde (gmina miejsko-wiejska) Dukla hat eine Flächenausdehnung von 233,5 km².

## Wirtschaft und Tourismus
Ein wesentlicher Industriezweig war nach dem Krieg die Holzindustrie.
Dukla liegt am Europäischen Fernwanderweg E8. Dieser Wanderweg () führt von Bardejov über Iwonicz-Zdrój, den Höhenzug Pasmo Bukowicy und Wołosate bis in die Ukraine.
Das spätbarocke Schloss Dukla (1764–1765, Jerzy Wandalin Mniszech Architekt) nimmt den Standort einer in der Mitte des 16. Jahrhunderts erbauten Burg ein, die wahrscheinlich 1738 in einer Feuersbrunst niedergegangen war. Seine Gestaltung entspricht dem Konzept der zwischen Hof und Garten (entre cour et jardin) eingebetteten Residenzschlösser. Es wurde 1875 umgebaut, im Zweiten Weltkrieg beschädigt, 1945 vom Staat in Besitz genommen und ab 1960 restauriert. Es beherbergt das Historische Museum – Schloss Dukla.

## Trivia
Die Stadt Dukla bildet die Kulisse für den Roman von Andrzej Stasiuk: Die Welt hinter Dukla.

## Söhne und Töchter der Stadt
- Johannes von Dukla (1414–1484), Ordensmann und Priester
- Joseph Samuel Bloch (1850–1923), Rabbiner und Reichsratsabgeordneter
- Jan Liwacz (1898–1980), Kunstschmied und Gefangener des Konzentrationslagers Auschwitz I